# Quercitrina
La quercitrina è un glicoside formato dal flavonoide quercetina e dal desossizucchero ramnosio.
È il costituente principale del colorante chiamato quercitrone.